# Calama (Numidia)
Calama was een Romeinse stad in de Romeinse provincie Numidia, gelegen op de plek waar nu de Algerijnse stad Guelma ligt.

## Geschiedenis
Calama werd gesticht door de Feniciërs en heette oorspronkelijk Malaka. Malaka lag in het Berberkoninkrijk Numidië. Toen dit gebied later onder Romeins bestuur kwam, werd de stad omgedoopt  tot Calama.
In de 1e eeuw na Christus werd Calama een belangrijk stedelijk centrum. Door keizer Hadrianus werd de nederzetting tot een municipium verheven en later tot een colonia. Vibia Aurelia Sabina, zuster van keizer Commodus, sponserde de stad (eind 2e eeuw). Volgens sommige historici lag het net binnen de Romeinse provincie Africa Proconsularis, ten oosten van Numidia, maar algemeen wordt aangenomen dat het in Numidia heeft gelegen,    een provincie die waarschijnlijk is ontstaan in 198–199. Calama was, samen met Setifis (Setif) en Hippo Regius (Annaba), een van de graanschuren van Rome in de 2e en 3e eeuw na Christus. Onder Septimius Severus werd Calama een van de meest welvarende steden in het Romeinse rijk, met thermen en een groot theater. 
In de vierde eeuw werd Calama een christelijk bisdom. Een beroemde bewoner was bisschop Possidius, die de eerste biografie over Augustinus schreef,  waarin hij laat weten dat hij zelf een van de geestelijken van het Augustinusklooster was toen hij tot bisschop van Calama werd benoemd. Toen Calama in 429 in handen viel van de Vandaalse koning Geiserik, zocht Possidius zijn toevlucht bij Augustinus binnen de ommuurde stad Hippo Regius. Hij was aanwezig bij de dood van Augustinus in 430.
De binnenvallende Vandalen veroverden en vernietigden Calama gedeeltelijk en versloegen de Romeinse generaal Bonifacius nabij de stad in een veldslag. Na de herovering van Numidië door het Byzantijnse Rijk bouwde Salomon (een generaal van Justinianus I) daar tussen 539 en 554 een fort. De bevolking van Calama was volledig christelijk tot in de 8e eeuw.
Met de verspreiding van de islam kwam er een einde aan de Byzantijnse heerschappij van Calama (het christendom overleefde hier tot de 9e eeuw) De bevolking verliet hierna langzaam de oude stad in de 11e eeuw en vestigde zich in Guelma.

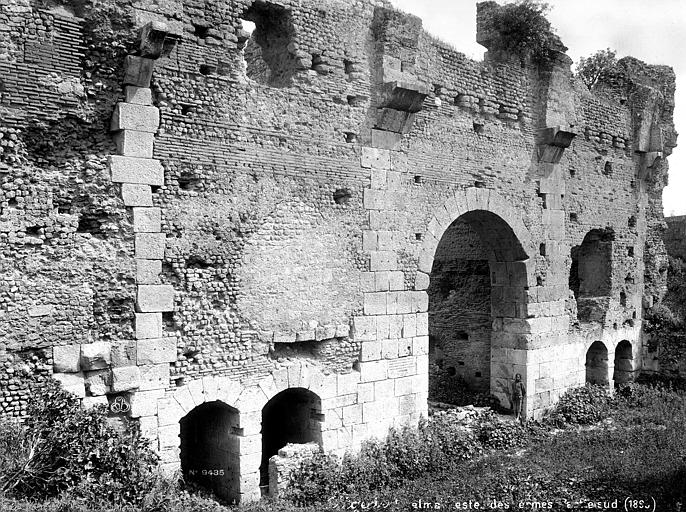
Romeinse thermen van Calama